# مارك بفيرتزل
مارك بفيرتزل (بالفرنسية: Marc Pfertzel)‏ (مواليد 21 مايو 1981 في مولووز - فرنسا) لاعب كرة قدم فرنسي يلعب حاليا لصالح نادي الدرجة الأولى بوخوم الألماني منذ 2007 في مركز الجناح الأيمن كما يجيد اللعب في مركز الظهير الأيمن.

## روابط خارجية
- مارك بفيرتزل على موقع رابطة كرة القدم الفرنسية للمحترفين (الإنجليزية)
- مارك بفيرتزل على موقع قاعدة بيانات كرة القدم.إي يو (الإنجليزية)
- مارك بفيرتزل على موقع بيانات كرة القدم. دي إي (الألمانية)
- مارك بفيرتزل على موقع Soccerway.com (الإنجليزية)
- مارك بفيرتزل على موقع عالم كرة القدم.نت (الإنجليزية)
- مارك بفيرتزل على موقع كووورة